# 阿当莱帕萨旺
阿当莱帕萨旺（法語：Adam-lès-Passavant，法語發音：[adɑ̃ lɛ pasavɑ̃]，意为“帕萨旺附近的阿当”）是法国杜省的一个市镇，属于贝桑松区。

## 地理
阿当莱帕萨旺（47°17'49"N, 6°21'42"E）面积9.59 平方千米，位于法国勃艮第-弗朗什-孔泰大區杜省，该省份为法国东部内陆省份，北起上索恩省，西接汝拉省，东部及东南部与瑞士接壤，东北部与贝尔福地区省接壤。
与阿当莱帕萨旺接壤的市镇（或旧市镇、城区）包括：蓬莱穆兰、帕萨旺、圣瑞昂、锡耶布莱丰、吉永莱班。

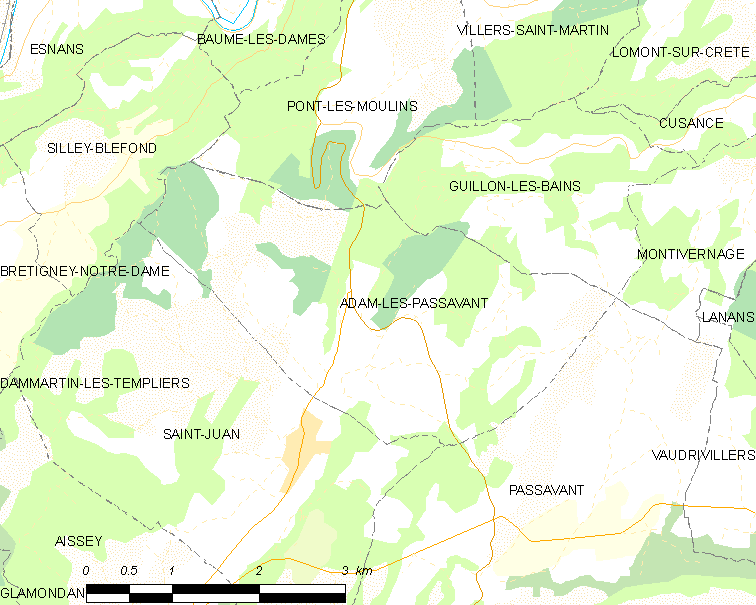
阿当莱帕萨旺的OSM定位图

阿当莱帕萨旺的时区为UTC+01:00、UTC+02:00（夏令时）。

## 行政
阿当莱帕萨旺的邮政编码为25360，INSEE市镇编码为25006。

## 政治
阿当莱帕萨旺所属的省级选区为博姆莱达姆县。

## 人口

1962-2008年间阿当莱帕萨旺人口变化图示

阿当莱帕萨旺于2022年1月1日时的人口数量为88人。